# Liste der Monuments historiques in Saint-Nicolas-du-Pélem
Die Liste der Monuments historiques in Saint-Nicolas-du-Pélem führt die Monuments historiques in der französischen Gemeinde Saint-Nicolas-du-Pélem auf.

## Liste der Bauwerke
| Bezeichnung               | Beschreibung | Standort               | Kennzeichnung | Schutzstatus | Datum | Bild           |
| ------------------------- | ------------ | ---------------------- | ------------- | ------------ | ----- | -------------- |
| Kirche St-Nicolas         |              | Rue Henri-Aurel (Lage) | PA00089650    | Inscrit      | 1926  | weitere Bilder |
| Wassermühle von Kermarc’h |              | (Lage)                 | PA00089652    | Inscrit      | 1987  |                |
| Fontaine du Douarit       | Brunnen      | (Lage)                 | PA00089651    | Inscrit      | 1926  | weitere Bilder |
| Croix de Kerléouret       | Kreuz        | (Lage)                 | PA00089649    | Inscrit      | 1964  | weitere Bilder |
| Kapelle St-Éloi           |              | (Lage)                 | PA00089648    | Classé       | 1909  | weitere Bilder |

## Liste der Objekte

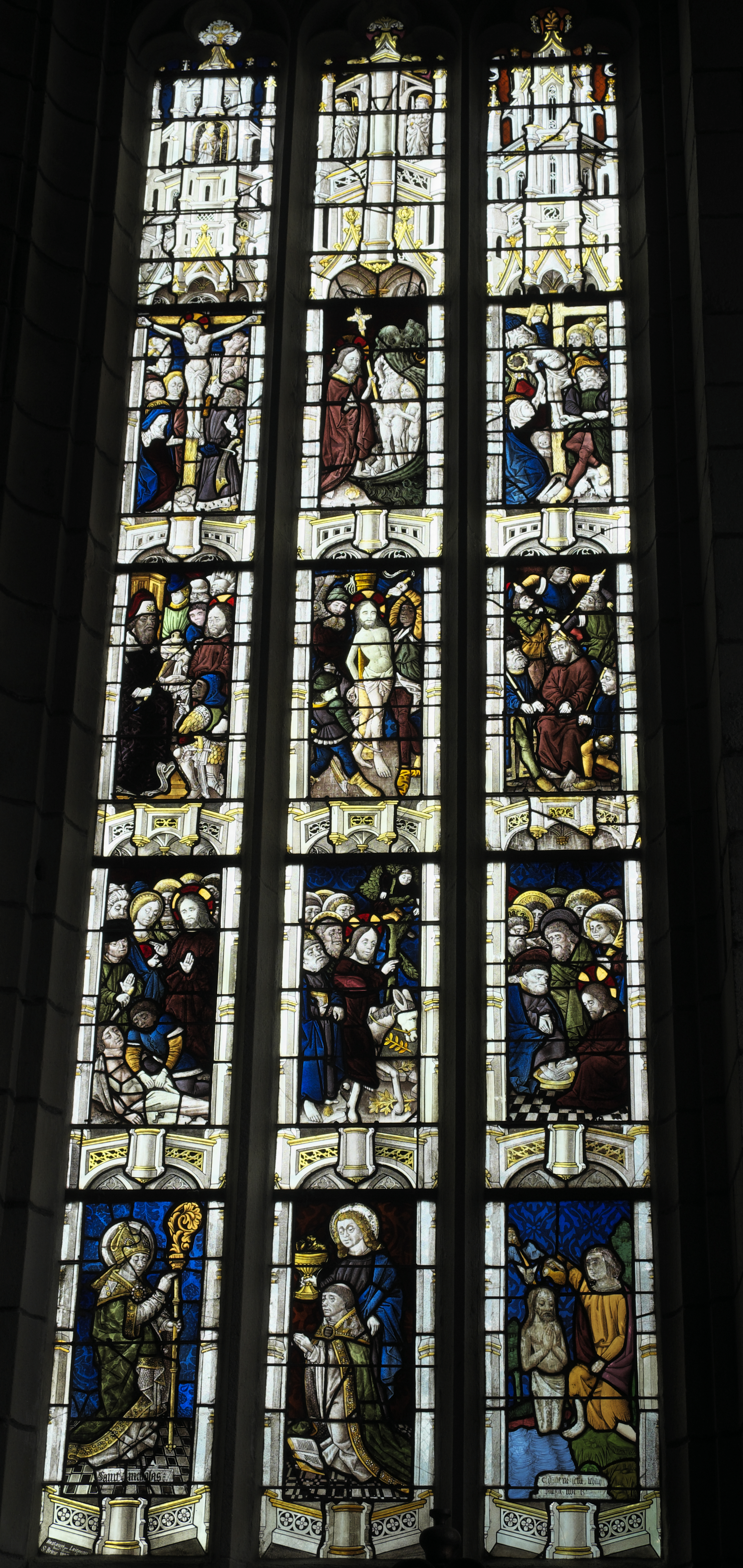
Passionsfenster (um 1470/80) in der Kirche St-Pierre

- Monuments historiques (Objekte) in Saint-Nicolas-du-Pélem in der Base Palissy des französischen Kultusministeriums